# Verónica I Guterres
Verónica I Guterres av Matamba, född okänt år, död 1721, var en afrikansk monark, drottning av kungariket Matamba och kungariket Ndongo vasallstater till Kongoriket i Kongobäckenet från 1681 till 1721.

## Biografi
Verónica I Guterres var dotter till drottning Barbara av Ndongo och Matamba och kung João Guterres Ngola Kanini, syster till kung Francisco Guterres Ngola Kanini, och systerdotter till drottning Nzinga av Ndongo och Matamba, som hade enat kungadömena Ndongo och Matamba. Efter hennes barnlösa mosters död 1663 utbröt ett inbördeskrig mellan hennes föräldrar och Nzingas Imbangala-trupper under Njinga Mina som inte avslutades förrän 1680, när hennes bror slutligen besegrade Njinga Mina och blev landets enda monark.
Verónica I Guterres ålder är okänd. Hon tycks ha varit kristen sedan födseln: kapucinermissionen var stark i riket sedan 1656. Veronica besteg tronen efter att hennes bror Francisco I hade stupat i Slaget vid Katole mot Portugal 1681. Matamba vann slaget, och Veronica slöt 1683 ett fredsfördrag som reglerade förhållandet mellan länderna i lång tid framåt. Hon gav även inre stabilitet till riket och säkrade slutgiltigt tronen åt dynastin Guterres.
Veronica hade planer på att expandera riket och kom därför i konflikt med portugiserna. Konflikten kom till öppen konfrontation endast 1688–1689 och 1706, båda gånger utan framgång, men det konstanta passiva krigstillståndet ledde till att regionen mellan Matamba och portugisernas besittning avfolkades då innevånarna tillfångatogs av endera sida och såldes till slavhandlare.
År 1701 mottog hon en begäran från kyrkan att återinstallera kapucinermissionen, som hade försvunnit, men hon svarade att även om det plågade henne att se kristendomen försvinna avskydde hon synen av vita människor och vägrade tillåta dem i sitt rike. Hon efterträddes av sin son Afonso I.